# Cànon literari
El cànon literari és el conjunt d'obres literàries considerades com a model per una cultura determinada. Alguns dels crítics que més atenció han prestat al cànon han estat Harold Bloom i Donald Barthelme. Alguna autora, com Joanna Russ, l'ha qüestionat i ha analitzat com el cànon ha ignorat la participació de les dones en la història de la literatura universal per mitjà de mecanismes d'invisibilització i deslegitimació que n'impedeixen el reconeixement generalitzat.
Els teòricament experts en literatura solen oposar les obres pertanyents al cànon literari (considerades clàssiques) i els best-sellers, encara que aquesta dicotomia no està exempta de controvèrsia, perquè el Tirant lo blanch va ser un èxit de vendes quan va aparèixer (al segle XV) i alhora es considera part integrant del cànon de literatura catalana (el mateix es pot dir de Jacint Verdaguer).
A la literatura infantil i juvenil no hi ha un cànon literari àmpliament acceptat. Solament hi ha aproximacions.

## Característiques de les obres
Tot i que el cànon respon a cada època i, per tant, canvia tant la nòmina de les obres escollides com la manera de llegir-les, hi ha una sèrie de característiques que comparteixen totes elles. En primer lloc, són obres de gran influència; això vol dir que tenen imitadors i autors posteriors que hi fan referència, que innoven o aporten alguna cosa a la història de la literatura. Sovint estan traduïdes a diverses llengües i són objecte d'estudi a la universitat.
En segon lloc, permeten diferents lectures, tant per nivells de profunditat com per aspectes que tracten, i aquestes lectures poden ser diverses segons la persona i el moment en què s'interpretin. Tenen, per tant, un contingut ric i plural, que no s'esgota només en la trama. Aquest contingut és conegut per gran part dels parlants de l'idioma, l'hagin llegida o no.
Són un model lingüístic i estètic, i representen el millor de cada idioma o aspectes poc corrents. La forma és tan important com el contingut i, sovint, part d'aquesta forma s'ha integrat en la cultura popular, sigui en forma de frases i cites o amb adaptacions a altres gèneres i mitjans. Poden generar arquetips i nous motllos. Impliquen una evolució de l'idioma.
Per acabar, entronquen amb la tradició, recullen el llegat del passat i s'insereixen dins el cànon previ, sigui per continuar-lo o per negar-lo. Són obres representatives d'un moment històric, del qual recullen les característiques més pregones (encara que a vegades aquest reconeixement no és en vida de l'autor). La intertextualitat està altament present.

## Crítiques
El concepte de cànon ha estat molt criticat per diversos motius:
- Només recull l'anomenada alta cultura i bandeja la literatura popular.
- Està excessivament lligat a la tradició nacional i oblida les obres recuperades per la literatura comparada.
- És etnocèntric i sol ser androcèntric, lligat a uns únics valors.
- Hi ha obres molt venudes, i, per tant, molt llegides per la població, que deixen una certa petja en la societat però són negligides pels qui estableixen el cànon simplement perquè són obres molt venudes.
- Cada persona té el seu propi cànon o conjunt d'influències; per tant, establir un cànon general és una pretensió purament acadèmica.
- És una construcció socioeconòmica més.

## Història
L'avanç del compliment dels Drets Humans no s'ha acompanyat del respecte i l'interès del cànon literari. Una de les causes ha estat la facilitació de l'accés a l'ensenyament, que ha desafavorit l'extensió de l'alta cultura, i l'activitat lectora dels humans s'ha dirigit a les obres accessibles; aquest fenomen ha sigut realimentat pels criteris comercials de les editorials. En paraules de Xavier Bru de Sala: «La cultura no ha estat mai gaire bon negoci... fins a l'aparició del negoci de la cultura... que exclou la cultura que no és negoci».